# Callantsoog
Callantsoog is een dorp aan de Noordzee, in de gemeente Schagen in de provincie Noord-Holland. Het dorp is bekend als badplaats en vormde tot 1 januari 1990 een zelfstandige gemeente.

## Etymologie
De tijd waarin de naam Kallinge (ook Callinge, Kallinghe of Callinghe) ontstond ligt voor 920 na Chr. De naam komt in dat jaar voor in de oorkonden van de Abdij van Egmond. De naam zelf is ontstaan uit een toepassing van de taal die toen werd gesproken. In een voetnoot in deze oorkonden wordt voor Callantsoog een andere naam genoemd, namelijk, 'Caligië'. Er zijn vermoedens van Romeinse invloeden op de naamgeving.
De gangbare verklaring voor de naam Kallinge, gebaseerd op taalgebruik rond 900, is dat het een afleiding is van de Finse/ ZuidZweedse (Vikingen) mansnaam Kalle. Het kan ook afgeleid zijn van de persoonsnaam Karl. Het tweede deel van de naam 'Inge' is taalkundig een suffix en al bekend bij de Vikingen. Simpel gezegd betekent het 'meer van hetzelfde'. Dat meerdere hoeft niet benoemd te zijn en kan betekenen meer land of meer vogels etc. De betekenis van Kallinge wordt dan 'meer land van de manspersoon Kalle'. Aan Callinge werd het woord oog (eiland) toegevoegd waardoor Callantsoog ontstond.

## Geschiedenis
Rond het begin van de jaartelling lag de kust ca. 5 km, en rond het jaar 1000 ca. 3 km, uit de huidige kustlijn. Dit verloren gegane gebied bestond voornamelijk uit oude kalkarme duinen en stuifwallen. Deze kustafslag is ontstaan door de stijging van de zeespiegel, het verlies van zand in de kustlijn en de werking van de vloed die in deze streek eerst om de Noord uit Schotland stroomt en een half uur later wordt gekeerd door de vloedstroom uit het zuiden.
Van de Romeinen is bekend dat zij een grens hadden ca. 100 kilometer zuidelijk van Kallinge. Ook de Romeinse keizer Caligula heeft deze streken bezocht. De vondsten van diverse Romeinse munten herinneren aan deze periode.
Het is bekend dat, ca. 600 na Christus, de Germaanse stam van de Friezen het gebied tussen de rivieren de Wezer bij Bremen in Duitsland en de Schelde bij Antwerpen als eigendom hadden. Utrecht was de hoofdstad van het Friese volk. Het gebied waar Kallinge ligt, hoorde dus bij het gebied van het Friese volk. Rond 600 startte een reeks oorlogen tussen de toenmalige bewoners de Friezen en de binnendringende Franken. Deze Fries-Frankische oorlogen werden gewonnen door de Franken die het gebied vanaf ca. 795 in beheer namen. De Frankische keizer Lotharius I poogde de invallen van de Noormannen tegen te houden door het huidige Friesland en Holland (met daarin de streek Kallinge) in 841 in beheer te geven aan de Vikingse heersers, Rorik en Harald waarbij Rorik zich op Wieringen vestigde. In 885 eindigde het beheer van de Vikingen, door de moord op Godfried de Noorman. De Frankische Keizers namen daarop het beheer en bestuur weer terug van de Noormannen.
De streek Kallinge waar het latere Callantsoog ontstond, werd in 920 genoemd in de oorkonden van de Abdij van Egmond. In de oorkonden gaat het over een schenking van een halve villa in Kallinge. Een villa was in die tijd een boerderij waar mogelijk enige bewoning bij was.

### Na het jaar 1000
Door stormvloeden in 1170 en 1196 werd de strandwal op twee plaatsen doorbroken. Zo ontstond een eiland of oog, met aan de noordzijde de stroomgeul Heersdiep, en aan de zuidzijde de Zijpe. Kallinge werd nu Callingen in den Oge genoemd. Het gebied werd door afslag steeds kleiner, en het eerste dorp Kallinge is geheel verdwenen. Een tweede nederzetting moest worden verplaatst nadat deze ook door de zee werd overspoeld. Het huidige dorp is het derde dorp en werd gebouwd in een duinvallei waar al het dorpje 'Sevenhuijsen' was gebouwd.

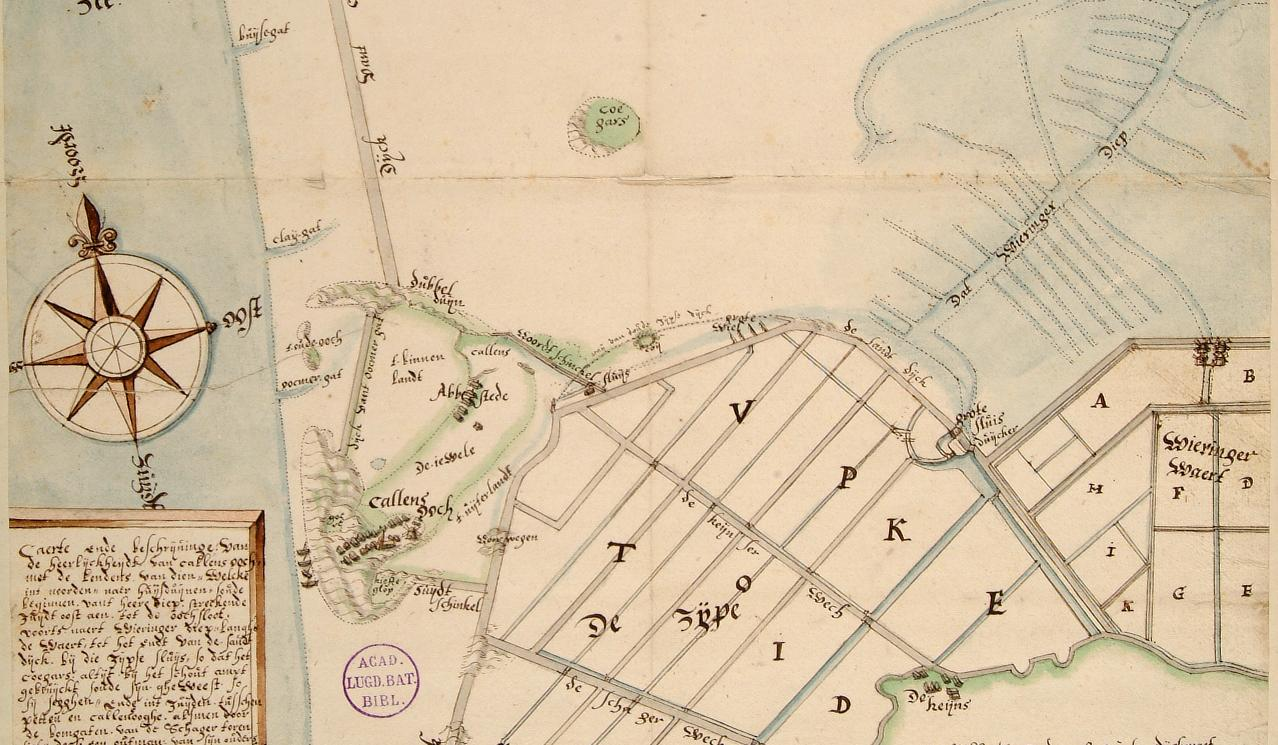
Callantsoog 1618
(Anthonis Metius, collectie UB Leiden)

### 1570
Het huidige Callantsoog ontstond nadat de Allerheiligenvloed in 1570 een oudere nederzetting op het toenmalige eiland 't Oghe had verwoest. Een deel van de bevolking voegde zich bij de Watergeuzen, en circa 150 personen vluchtten naar de buurtschap Sevenhuysen in een duinvallei. Hier werd een nieuwe nederzetting gesticht, Callensoog. In 1580 begon men met de bouw van een kerk, waarvoor de stenen van de kerk uit het oude dorp werden gebruikt. De kerk heeft een klok uit 1491. Er vonden diverse bedijkingen van het achter de duinen liggende land plaats, en in 1597 werden de stroomgaten Heersdiep en Zijpe afgesloten. Om het gebied beter te beveiligen werd in 1610 de Johan van Oldebarneveltsdijk aangelegd.

### Seinposten
In 1795 liet Jan van Kinsbergen op de duinen bij Callantsoog seinposten aanleggen, met het oog op een mogelijke invasie. In augustus 1799 landden circa vijftienduizend Britse en Russische soldaten bij Groote Keeten, ten noorden van Callantsoog. Er vonden hevige gevechten plaats met Franse en Bataafse troepen. De kerk van Callantsoog werd door de invasiemacht als paardenstal gebruikt (zie verder Slag bij Callantsoog).
Sinds 1825 beschikt Callantsoog over een reddingstation voor schipbreukelingen van de KNRM.
De streek rond Callantsoog was van oudsher een agrarisch gebied. In de 20e eeuw richtte men zich echter ook op toerisme. In de jaren 1920 werden er diverse bosjes aangelegd. Callantsoog is het vertrekpunt van de Waddenzeeroute (Lange afstandsfietsroute LF 10) die langs de Waddenkust naar Bad Nieuweschans voert. Tijdens de Tweede Wereldoorlog was de boerderij van de familie de Jong, in 2021 de boerderijcamping 'De Karnemelkplaats' een vertrekpunt voor minimaal vijf Engelandvaarders.
Op 27 april 1973 werd bij Callantsoog het eerste naaktstrand van Nederland gelegaliseerd.

### Kustverdediging
In 1894 werd een smalspoorlijn vanaf Petten via Callantsoog verlengd via Groote Keeten tot Den Helder. Het spoorlijntje had aftakkingen naar het Noord-Hollands Kanaal waardoor met schepen aangevoerde materialen, zoals basaltkeien, naar het strand konden worden vervoerd, om de kust te versterken. In de periode 1914-1915 werden tussen Callantsoog en Sint Maartenszee twaalf strandhoofden aangelegd.
Bij Callantsoog is de duinenrij anno 2011 nog steeds slechts één duin breed. Er is gekozen voor zeewaartse kustverdediging door veel zand in de vooroever (in de zee voor het duin) in zee te storten. De stroming zorgt voor natuurlijk transport langs de kust en aangespoeld zand wordt met de wind naar het duin gestoven. In de praktijk werkt dit goed en zijn de Duinen en stranden zich aan het verbreden. Het bredere strand komt ook het kusttoerisme weer ten goede wat de diverse overheden weer extra belasting oplevert.

### Openbaar bestuur
De gemeente Callantsoog ging op 1 januari 1990 op in de gemeente Zijpe. De duinen ten noorden van de Callantsogervaart, die onderdeel waren van de gemeente Callantsoog, gingen op in de gemeente Den Helder. Per 1 januari 2013 ging de gemeente Zijpe op in de gemeente Schagen en sindsdien hoort Callantsoog bestuurlijk tot de gemeente Schagen.

## Foto's duingebied

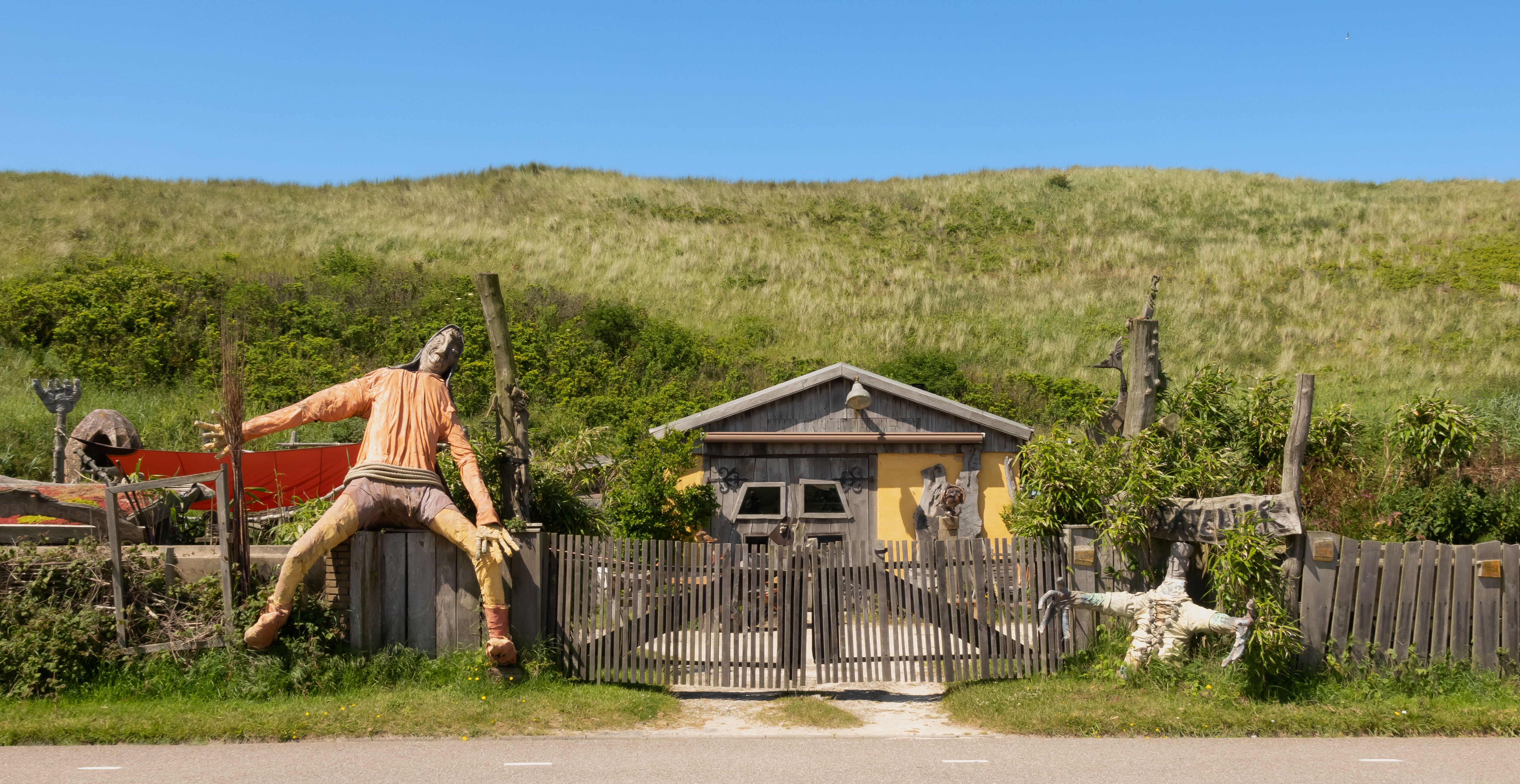
De Bleeslat wilgenvlechters
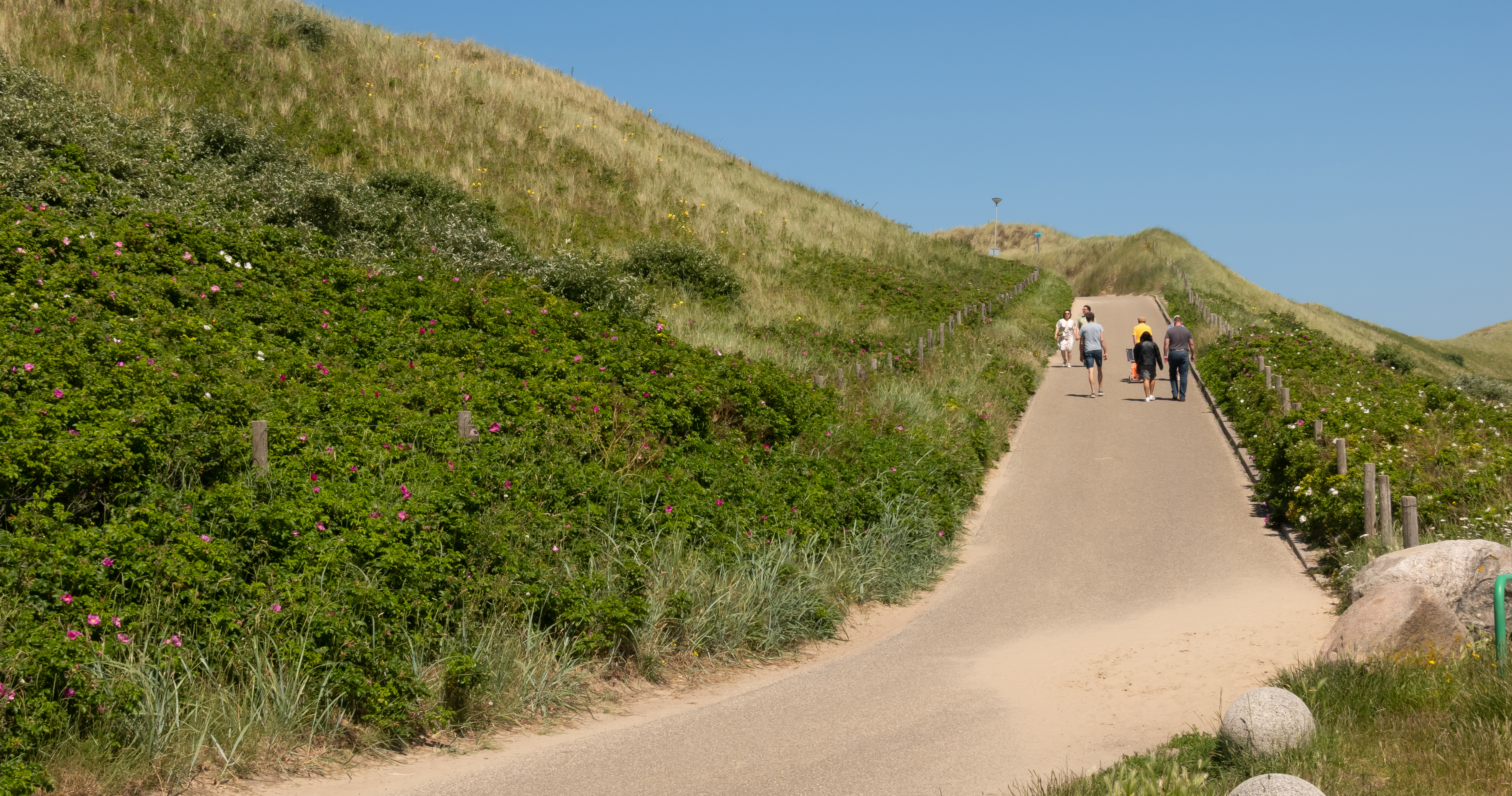
Strandslag Abbestede
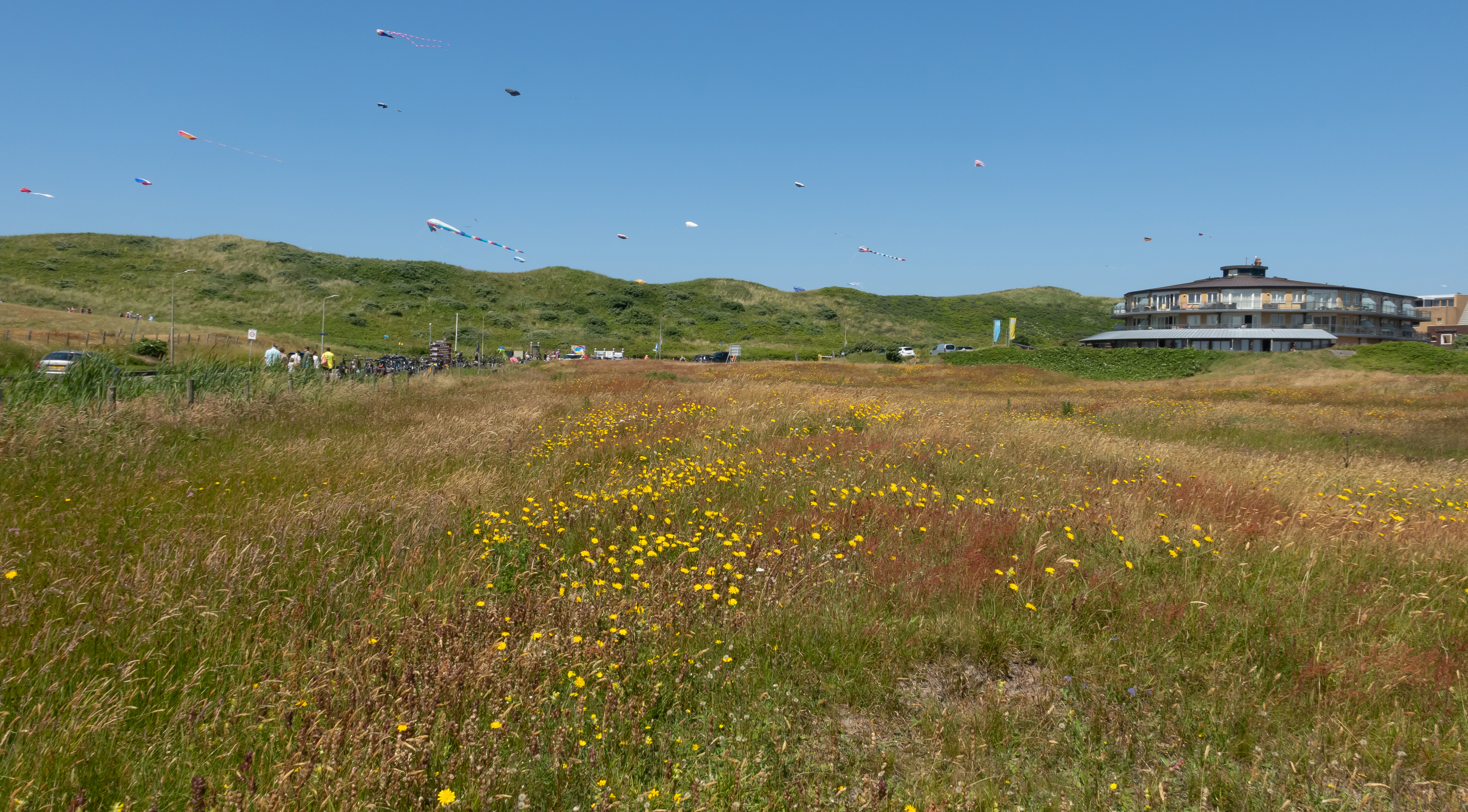
Zuidschinkeldijk

## Bouwwerken

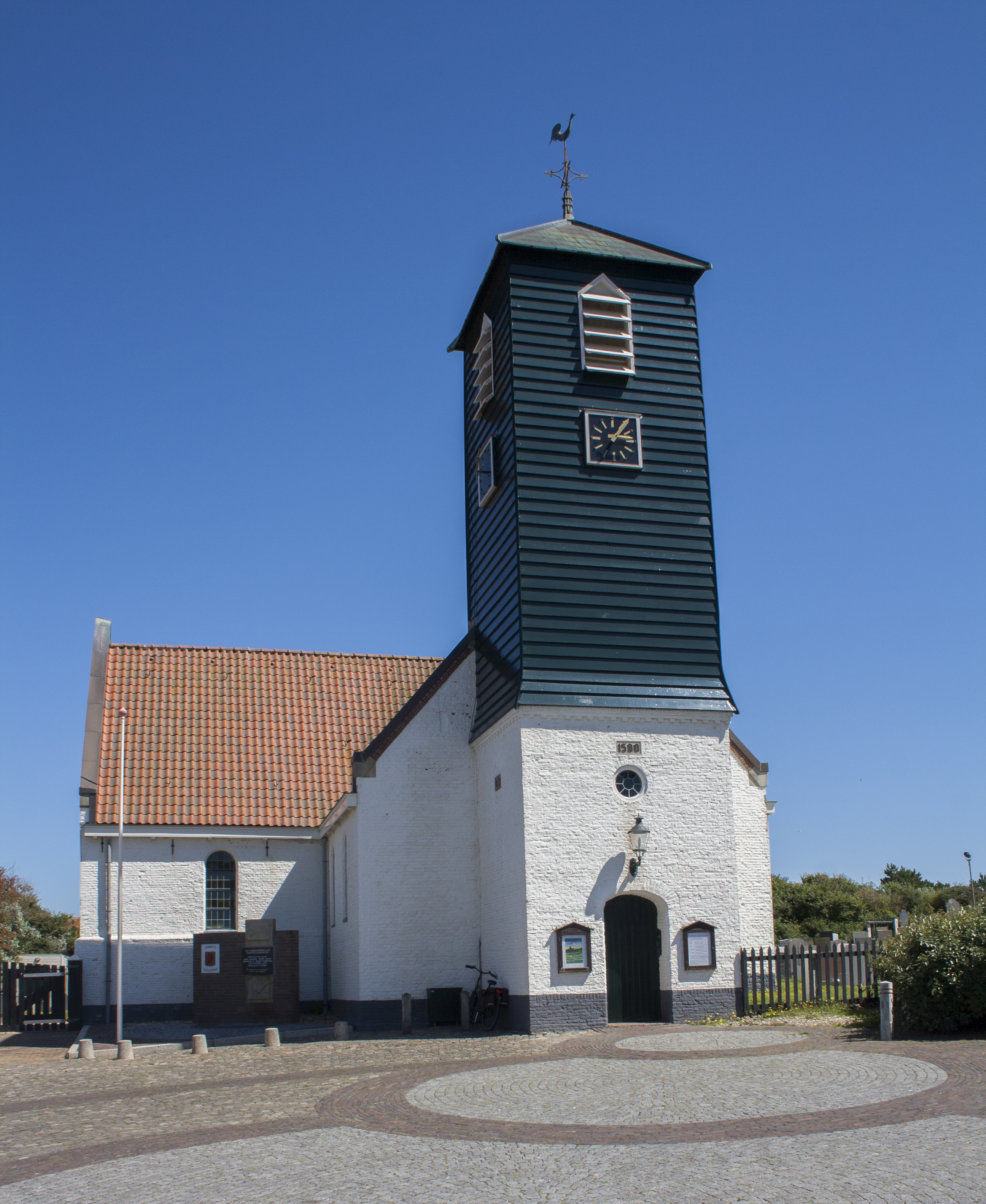
Kerk van Callantsoog

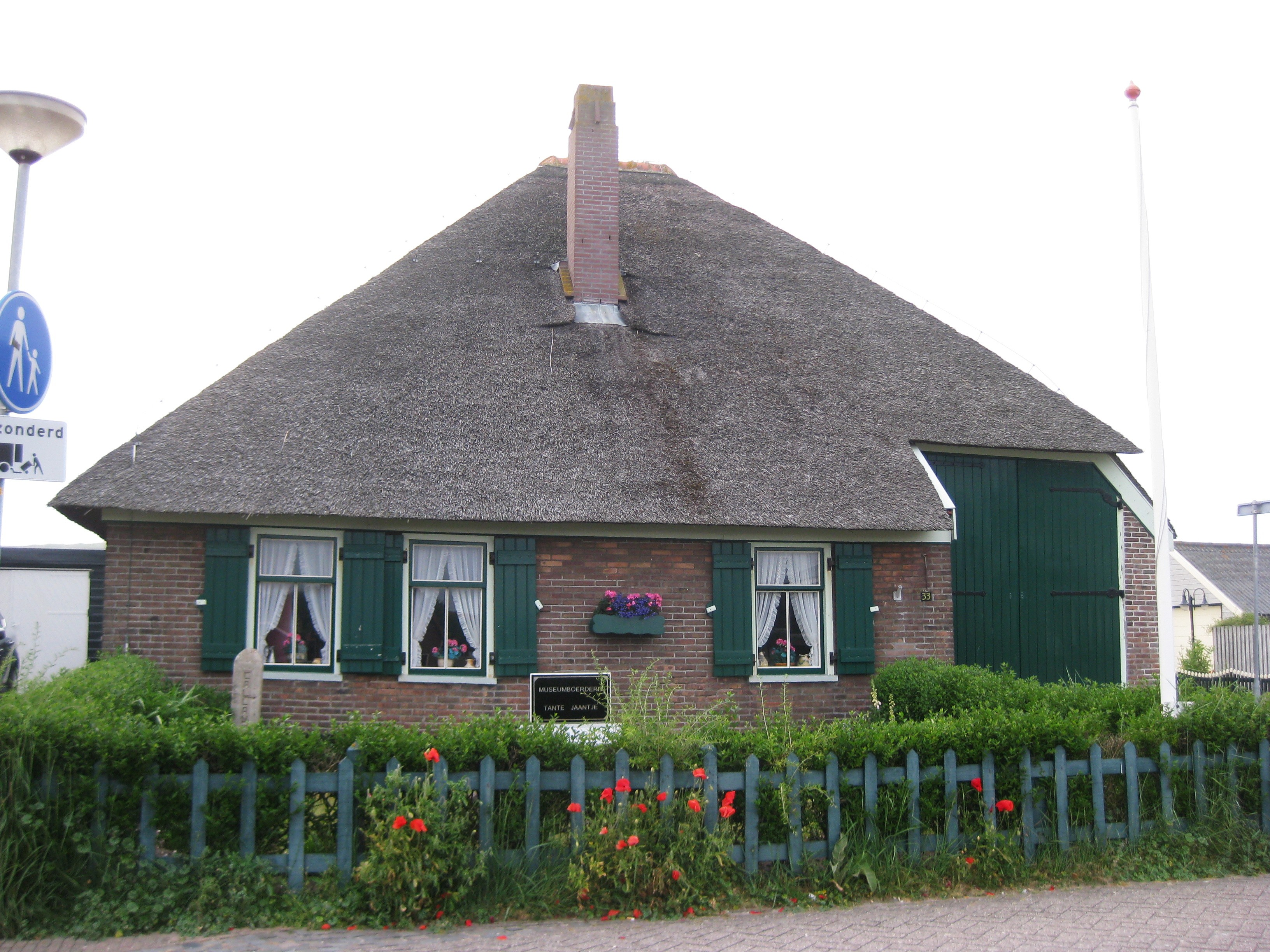
Museumboerderij Tante Jaantje

Over de ouderdom van de hervormde kerk bestaan onduidelijkheid. Boven de torendeur staat 1580, op de preekstoel 1697 en op een steen boven de ingang: 12 maart 1696. De kerkklok is uit 1491 en komt van een eerdere kerk.
Verder heeft het dorp twee kleine tentoonstellingsruimtes; in de expositieboerderij Tante Jaantje aan het dorpsplein is een tentoonstelling gewijd aan het leven, werken en ontwikkeling van dorp en bewoners. Op het dorpsplein staat het beeld Visserman (1931) van Anna op 't Landt. Iets ten noorden van het dorp is het Juttersmuseum Callantsoog.
In de duinen is een bekende plek de Seinpost en net onder het dorp het natuurgebied Zwanenwater, dat tot Sint Maartenszee loopt. In het gebied lopen twee wandelroutes. Aan de Oostkant van het dorp bevinden zich oude duinen (nollen), bossages en heidevelden. Een bijzonder gebied hierin is het Kooibos. Het dankt zijn naam aan de eendenkooi, die er in de 17e eeuw is aangelegd. Sinds 1973 is het in handen van Staatsbosbeheer, als natuurgebied is het bos vooral belangrijk vanwege de bijzondere plantengroei. Het Kooibos is beperkt toegankelijk.

## Openbaar vervoer
In Callantsoog rijden bussen van Connexxion naar o.a. Schagen en Den Helder.
| Lijn | Route                                    | Via                                                            | Frequentie | Bijzonderheden      |
| ---- | ---------------------------------------- | -------------------------------------------------------------- | ---------- | ------------------- |
| 152  | Callantsoog, Dorpsweg - Schagen, Station | Schagerbrug                                                    | 1x per uur |                     |
| 851  | Den Helder, Station - Petten, Plein 1945 | Huisduinen, Julianadorp aan Zee, Callantsoog, Sint Maartenszee | 4x per dag | Kustbus (zomerlijn) |

## Sport en recreatie
Door deze plaats loopt de Europese wandelroute E9, ter plaatse ook Noordzeepad of Hollands Kustpad geheten.